# 하라다 도쿠조
하라다 도쿠조(일본어: 原田 督三, 1919년 8월 28일 ~ 1976년 3월 30일)는 일본의 전 프로 야구 선수이자 야구 지도자, 야구 해설가·평론가이다. 아이치현 나고야시 출신이며 현역 시절 포지션은 외야수였다.
1948년부터 1955년까지 등록명은 ‘하라다 도쿠미쓰’(原田徳光)였다.

## 인물
주쿄 상업학교와 메이지 대학을 졸업하고 사회인 야구팀 도요 산업을 거쳐 1948년 주니치 드래건스에 입단했다. 프로 1년째인 1948년부터 주력 선수로서 활약했고 3년째인 1950년에는 처음으로 타율 3할대에 도달했다. 1953년 8월 17일 요미우리 자이언츠전에서 주니치 선수로는 최초로 사이클링 히트를 기록했다. 1954년에는 2번 타자 겸 우익수로 활약하여 팀의 창단 첫 우승에 기여했고 1958년에 현역에서 은퇴했다.
그 후 주니치에서 코치, 도카이 라디오 방송 프로 야구 해설자 겸 같은 방송국의 스포츠과장 등으로 활동하여 ‘호토케의 토쿠상’(ホトケのトクさん)라는 별명을 얻었다. 그러나 말년에는 건강이 상태가 좋지 않았고 1971년에 해설자 자리에서 물러났다. 이후엔 정년 퇴직할 때까지 도카이 라디오 방송에서 근무했다. 1976년 패혈증으로 향년 56세의 나이로 사망했다.

## 선수로서의 특징
강한 어깨의 소유자로 불릴 정도로 1950년 시즌에 21차례의 보살을 기록했다. 또 포지셔닝이 좋아서 치바 시게루는 “하라토쿠(原徳 はらとく[*])만 없었으면 나는 통산 타율 3할이었다”고 말했다(실제 타율은 0.284).

## 상세 정보

### 출신 학교
- 주쿄 상업학교
- 메이지 대학

### 선수 경력
- 도요 산업
- 주니치 드래건스·나고야 드래건스·주니치 드래건스(1948년 ~ 1958년)

### 개인 기록
- 통산 1000경기 출장 : 1956년 3월 21일 ※역대 34번째
- 사이클링 히트 : 1회(1953년 8월 17일, 대 요미우리 자이언츠 전, 고라쿠엔 구장) ※역대 9번째
- 올스타전 출장 : 4회(1951년 ~ 1953년, 1955년)

### 등번호
- 8(1948년 ~ 1958년)
- 62(1959년 ~ 1960년)

### 등록명
- 原田 徳光(はらだ とくみつ 하라다 도쿠미쓰[*], 1948년 ~ 1955년)
- 原田 督三(はらだ とくぞう 하라다 도쿠조[*], 1956년 ~ 1960년)

### 연도별 타격 성적
| 연 도       | 소 속                | 경 기 | 타 석 | 타 수 | 득 점 | 안 타 | 2 루 타 | 3 루 타 | 홈 런 | 루 타 | 타 점 | 도 루 | 도 루 자 | 희 생 번 | 희 생 플 | 볼 넷 | 고 4 | 사 구 | 삼 진 | 병 살 타 | 타 율 | 출 루 율 | 장 타 율 | O P S |
| ----------- | -------------------- | ----- | ----- | ----- | ----- | ----- | ------- | ------- | ----- | ----- | ----- | ----- | -------- | -------- | -------- | ----- | ---- | ----- | ----- | -------- | ----- | -------- | -------- | ----- |
| 1948년      | 주니치 나고야 주니치 | 110   | 477   | 427   | 51    | 117   | 15      | 5       | 5     | 157   | 36    | 26    | 13       | 7        | --       | 42    | --   | 1     | 24    | --       | .274  | .340     | .368     | .708  |
| 1949년      | 주니치 나고야 주니치 | 135   | 609   | 558   | 83    | 162   | 28      | 5       | 12    | 236   | 73    | 31    | 13       | 12       | --       | 39    | --   | 0     | 28    | --       | .290  | .337     | .423     | .760  |
| 1950년      | 주니치 나고야 주니치 | 137   | 622   | 565   | 94    | 173   | 34      | 12      | 13    | 270   | 79    | 30    | 9        | 5        | --       | 50    | --   | 2     | 35    | 6        | .306  | .365     | .478     | .843  |
| 1951년      | 주니치 나고야 주니치 | 111   | 484   | 412   | 72    | 130   | 20      | 5       | 12    | 196   | 68    | 25    | 12       | 17       | --       | 52    | --   | 3     | 26    | 5        | .316  | .396     | .476     | .872  |
| 1952년      | 주니치 나고야 주니치 | 120   | 544   | 464   | 81    | 126   | 24      | 6       | 4     | 174   | 58    | 19    | 6        | 10       | --       | 68    | --   | 2     | 28    | 8        | .272  | .367     | .375     | .742  |
| 1953년      | 주니치 나고야 주니치 | 130   | 522   | 447   | 75    | 102   | 19      | 6       | 4     | 145   | 32    | 14    | 3        | 22       | --       | 52    | --   | 1     | 34    | 7        | .228  | .310     | .324     | .634  |
| 1954년      | 주니치 나고야 주니치 | 128   | 556   | 465   | 65    | 111   | 13      | 1       | 6     | 144   | 42    | 26    | 13       | 26       | 5        | 56    | --   | 4     | 43    | 6        | .239  | .326     | .310     | .635  |
| 1955년      | 주니치 나고야 주니치 | 128   | 512   | 461   | 57    | 129   | 26      | 2       | 5     | 174   | 39    | 22    | 6        | 7        | 3        | 37    | 2    | 4     | 32    | 1        | .280  | .339     | .377     | .716  |
| 1956년      | 주니치 나고야 주니치 | 111   | 433   | 367   | 30    | 82    | 7       | 2       | 2     | 99    | 29    | 4     | 11       | 23       | 1        | 38    | 2    | 4     | 30    | 5        | .223  | .303     | .270     | .573  |
| 1957년      | 주니치 나고야 주니치 | 113   | 387   | 335   | 26    | 80    | 16      | 2       | 1     | 103   | 29    | 6     | 11       | 11       | 2        | 39    | 4    | 0     | 30    | 4        | .239  | .318     | .307     | .626  |
| 1958년      | 주니치 나고야 주니치 | 11    | 7     | 7     | 0     | 0     | 0       | 0       | 0     | 0     | 0     | 0     | 0        | 0        | 0        | 0     | 0    | 0     | 1     | 0        | .000  | .000     | .000     | .000  |
| 통산 : 11년 | 통산 : 11년          | 1234  | 5153  | 4508  | 634   | 1212  | 202     | 46      | 64    | 1698  | 485   | 203   | 97       | 140      | 11       | 473   | 8    | 21    | 311   | 42       | .269  | .341     | .377     | .718  |

- 굵은 글씨는 시즌 최고 성적.
- 주니치(주니치 드래건스)는 1951년에 나고야(나고야 드래건스), 1954년에 주니치(주니치 드래건스)로 구단명을 재변경